# Myrtil de Lesbos
Maniola megala
Espèce
Le Myrtil de Lesbos (Maniola megala) est une espèce d'insectes lépidoptères (papillons) appartenant à la famille des Nymphalidae à la sous-famille des Satyrinae et au genre Maniola.

## Dénomination
Le nom de Maniola megala a été donné par Oberthür en 1909.

### Noms vernaculaires
Le Myrtil de Lesbos se nomme en grec Μανίολα της Λέσβου et en turc Büyük Esmer.

## Description
Le Myrtil de Lesbos  est un petit papillon au dessus orange bordé d'une large bande marron avec un ocelle noir pupillé de blanc (ou doublement pupillé de blanc) à l'apex des antérieures. Le mâle présente une bande androconiale marron.
Le revers des antérieures est semblable, celui des postérieures est d'un marron clair terne marqué d'une ligne d'ocelles marron.

## Biologie

### Période de vol et hivernation
Il vole en une génération, de  mai à septembre.

### Plantes hôtes
Ses plantes hôtes sont diverses graminées.

## Écologie et distribution
Il est présent dans l'ile de Lesbos et dans le sud-ouest et le sud de la Turquie.

### Biotope
Il fréquente les milieux rocheux herbus.

### Protection
Il ne bénéficie pas de statut de protection particulier.